# Piotr Czachowski
Piotr Czachowski (Varsavia, 7 novembre 1966) è un ex calciatore polacco, di ruolo centrocampista.

## Carriera

### Club
Iniziò a dare i primi calci al pallone nel Okecie, squadra minore di Varsavia, per poi passare allo Stal Mielec che lo cedette in prestito al Legia Varsavia nel 1990-1991 e l'anno successivo allo Zaglebie Lubin, per poi cederlo a titolo definitivo al Legia nel 1992. Con il Legia ha giocato le semifinali della Coppa delle Coppe 1990-1991, venendo eliminato dal Manchester United. Nel 1991 è stato votato calciatore polacco dell'anno. Arrivò in Italia, all'Udinese, nella stagione 1992-1993 unitamente al connazionale Marek Koźmiński. A fine torneo raccolse 11 presenze.
A differenza del connazionale Koźmiński, che rimase a Udine per cinque stagioni, Czachowski tornò l'anno successivo in Polonia per poi ritentare l'esperienza al di fuori dei confini, stavolta nel Dundee FC. Durante il suo periodo a Dundee ha subito un infortunio che gli ha fatto saltare l'intera stagione 1994/95; dopo l'infortunio non ha mai più giocato in Nazionale. Nel 1994-1995 il definitivo ritorno in patria nell'LKS Lodz dove concluse la carriera professionistica per poi proseguire nelle serie minori.

### Nazionale
Giocò in Nazionale dal 1989 al 1993.

## Statistiche

### Cronologia presenze e reti in nazionale
| Cronologia completa delle presenze e delle reti in nazionale ― Polonia | Cronologia completa delle presenze e delle reti in nazionale ― Polonia | Cronologia completa delle presenze e delle reti in nazionale ― Polonia | Cronologia completa delle presenze e delle reti in nazionale ― Polonia | Cronologia completa delle presenze e delle reti in nazionale ― Polonia | Cronologia completa delle presenze e delle reti in nazionale ― Polonia | Cronologia completa delle presenze e delle reti in nazionale ― Polonia | Cronologia completa delle presenze e delle reti in nazionale ― Polonia |
| Data                                                                   | Città                                                                  | In casa                                                                | Risultato                                                              | Ospiti                                                                 | Competizione                                                           | Reti                                                                   | Note                                                                   |
| ---------------------------------------------------------------------- | ---------------------------------------------------------------------- | ---------------------------------------------------------------------- | ---------------------------------------------------------------------- | ---------------------------------------------------------------------- | ---------------------------------------------------------------------- | ---------------------------------------------------------------------- | ---------------------------------------------------------------------- |
| 23-8-1989                                                              | Lublino                                                                | Polonia                                                                | 1 – 1                                                                  | Unione Sovietica                                                       | Amichevole                                                             | -                                                                      | 46’                                                                    |
| 5-9-1989                                                               | Varsavia                                                               | Polonia                                                                | 3 – 0                                                                  | Grecia                                                                 | Amichevole                                                             | -                                                                      | 37’                                                                    |
| 20-9-1989                                                              | La Coruña                                                              | Spagna                                                                 | 1 – 0                                                                  | Polonia                                                                | Amichevole                                                             | -                                                                      |                                                                        |
| 11-10-1989                                                             | Chorzów                                                                | Polonia                                                                | 0 – 0                                                                  | Inghilterra                                                            | Qual. Mondiali 1990                                                    | -                                                                      |                                                                        |
| 25-10-1989                                                             | Chorzów                                                                | Polonia                                                                | 0 – 2                                                                  | Svezia                                                                 | Qual. Mondiali 1990                                                    | -                                                                      |                                                                        |
| 15-11-1989                                                             | Tirana                                                                 | Albania                                                                | 1 – 2                                                                  | Polonia                                                                | Qual. Mondiali 1990                                                    | -                                                                      |                                                                        |
| 2-2-1990                                                               | Teheran                                                                | Iran                                                                   | 0 – 2                                                                  | Polonia                                                                | Amichevole                                                             | -                                                                      | 67’                                                                    |
| 4-2-1990                                                               | Teheran                                                                | Iran                                                                   | 0 – 1                                                                  | Polonia                                                                | Amichevole                                                             | -                                                                      | 78’                                                                    |
| 11-2-1990                                                              | Il Cairo                                                               | Kuwait                                                                 | 1 – 1                                                                  | Polonia                                                                | Amichevole                                                             | -                                                                      |                                                                        |
| 28-3-1990                                                              | Łódź                                                                   | Polonia                                                                | 0 – 0                                                                  | Jugoslavia                                                             | Amichevole                                                             | -                                                                      |                                                                        |
| 4-5-1990                                                               | Chicago                                                                | Colombia                                                               | 2 – 1                                                                  | Polonia                                                                | Marlboro Cup 1990 (Chicago) - Semifinale                               | -                                                                      | 70’                                                                    |
| 6-5-1990                                                               | Chicago                                                                | Polonia                                                                | 2 – 0                                                                  | Costa Rica                                                             | Marlboro Cup 1990 (Chicago) - Finale 3º posto                          | -                                                                      | 46’                                                                    |
| 9-5-1990                                                               | Hershey                                                                | Stati Uniti                                                            | 3 – 1                                                                  | Polonia                                                                | Amichevole                                                             | -                                                                      |                                                                        |
| 19-5-1990                                                              | Glasgow                                                                | Scozia                                                                 | 1 – 1                                                                  | Polonia                                                                | Amichevole                                                             | -                                                                      |                                                                        |
| 21-5-1990                                                              | Marsiglia                                                              | Emirati Arabi Uniti                                                    | 0 – 4                                                                  | Polonia                                                                | Amichevole                                                             | -                                                                      |                                                                        |
| 6-6-1990                                                               | Bruxelles                                                              | Belgio                                                                 | 1 – 1                                                                  | Polonia                                                                | Amichevole                                                             | -                                                                      | 77’                                                                    |
| 15-8-1990                                                              | Parigi                                                                 | Francia                                                                | 0 – 0                                                                  | Polonia                                                                | Amichevole                                                             | -                                                                      |                                                                        |
| 26-9-1990                                                              | Bucarest                                                               | Romania                                                                | 2 – 1                                                                  | Polonia                                                                | Amichevole                                                             | -                                                                      |                                                                        |
| 10-10-1990                                                             | Varsavia                                                               | Polonia                                                                | 2 – 3                                                                  | Stati Uniti                                                            | Amichevole                                                             | -                                                                      |                                                                        |
| 17-10-1990                                                             | Londra                                                                 | Inghilterra                                                            | 2 – 0                                                                  | Polonia                                                                | Qual. Euro 1992                                                        | -                                                                      |                                                                        |
| 19-12-1990                                                             | Volo                                                                   | Grecia                                                                 | 1 – 2                                                                  | Polonia                                                                | Amichevole                                                             | -                                                                      | 46’                                                                    |
| 5-2-1991                                                               | Belfast                                                                | Irlanda del Nord                                                       | 3 – 1                                                                  | Polonia                                                                | Amichevole                                                             | -                                                                      | 46’                                                                    |
| 13-3-1991                                                              | Varsavia                                                               | Polonia                                                                | 1 – 1                                                                  | Finlandia                                                              | Amichevole                                                             | -                                                                      |                                                                        |
| 17-4-1991                                                              | Varsavia                                                               | Polonia                                                                | 3 – 0                                                                  | Turchia                                                                | Qual. Euro 1992                                                        | -                                                                      | 84’                                                                    |
| 1-5-1991                                                               | Dublino                                                                | Irlanda                                                                | 0 – 0                                                                  | Polonia                                                                | Qual. Euro 1992                                                        | -                                                                      |                                                                        |
| 14-8-1991                                                              | Poznań                                                                 | Polonia                                                                | 1 – 5                                                                  | Francia                                                                | Amichevole                                                             | -                                                                      |                                                                        |
| 21-8-1991                                                              | Gdynia                                                                 | Polonia                                                                | 2 – 0                                                                  | Svezia                                                                 | Amichevole                                                             | -                                                                      |                                                                        |
| 11-9-1991                                                              | Eindhoven                                                              | Paesi Bassi                                                            | 1 – 1                                                                  | Polonia                                                                | Amichevole                                                             | -                                                                      |                                                                        |
| 16-10-1991                                                             | Poznań                                                                 | Polonia                                                                | 3 – 3                                                                  | Irlanda                                                                | Qual. Euro 1992                                                        | 1                                                                      |                                                                        |
| 13-11-1991                                                             | Poznań                                                                 | Polonia                                                                | 1 – 1                                                                  | Inghilterra                                                            | Qual. Euro 1992                                                        | -                                                                      |                                                                        |
| 5-12-1991                                                              | Il Cairo                                                               | Egitto                                                                 | 0 – 0                                                                  | Polonia                                                                | Amichevole                                                             | -                                                                      |                                                                        |
| 9-12-1991                                                              | Al Kuwait                                                              | Kuwait                                                                 | 0 – 2                                                                  | Polonia                                                                | Amichevole                                                             | -                                                                      |                                                                        |
| 7-5-1992                                                               | Solna                                                                  | Svezia                                                                 | 5 – 0                                                                  | Polonia                                                                | Amichevole                                                             | -                                                                      |                                                                        |
| 19-5-1992                                                              | Salisburgo                                                             | Austria                                                                | 2 – 4                                                                  | Polonia                                                                | Amichevole                                                             | -                                                                      |                                                                        |
| 27-5-1992                                                              | Jastrzębie-Zdrój                                                       | Polonia                                                                | 1 – 0                                                                  | Cecoslovacchia                                                         | Amichevole                                                             | -                                                                      | Ammonizione                                                            |
| 5-7-1992                                                               | Città del Guatemala                                                    | Guatemala                                                              | 2 – 2                                                                  | Polonia                                                                | Amichevole                                                             | -                                                                      | 50’                                                                    |
| 26-8-1992                                                              | Jakobstad                                                              | Finlandia                                                              | 0 – 0                                                                  | Polonia                                                                | Amichevole                                                             | -                                                                      |                                                                        |
| 23-9-1992                                                              | Połaniec                                                               | Polonia                                                                | 1 – 0                                                                  | Turchia                                                                | Qual. Mondiali 1994                                                    | -                                                                      |                                                                        |
| 14-10-1992                                                             | Rotterdam                                                              | Paesi Bassi                                                            | 2 – 2                                                                  | Polonia                                                                | Qual. Mondiali 1994                                                    | -                                                                      | 40’                                                                    |
| 17-3-1993                                                              | Ribeirão Preto                                                         | Brasile                                                                | 2 – 2                                                                  | Polonia                                                                | Amichevole                                                             | -                                                                      |                                                                        |
| 28-4-1993                                                              | Łódź                                                                   | Polonia                                                                | 1 – 0                                                                  | San Marino                                                             | Qual. Mondiali 1994                                                    | -                                                                      |                                                                        |
| 19-5-1993                                                              | Serravalle                                                             | San Marino                                                             | 0 – 3                                                                  | Polonia                                                                | Qual. Mondiali 1994                                                    | -                                                                      |                                                                        |
| 29-5-1993                                                              | Chorzów                                                                | Polonia                                                                | 1 – 1                                                                  | Inghilterra                                                            | Qual. Mondiali 1994                                                    | -                                                                      | Ammonizione                                                            |
| 8-9-1993                                                               | Londra                                                                 | Inghilterra                                                            | 3 – 0                                                                  | Polonia                                                                | Qual. Mondiali 1994                                                    | -                                                                      |                                                                        |
| 13-10-1993                                                             | Poznań                                                                 | Polonia                                                                | 0 – 3                                                                  | Norvegia                                                               | Qual. Mondiali 1994                                                    | -                                                                      | 83’                                                                    |
| Totale                                                                 |                                                                        | Presenze                                                               | 45                                                                     |                                                                        | Reti                                                                   | 1                                                                      |                                                                        |

## Palmarès

### Individuale
- Calciatore polacco dell'anno: 1

1991